# Trái tim mùa thu
Trái tim mùa thu (가을동화) là bộ phim truyền hình nhiều tập đầu tiên của bộ 4 phim Tình yêu bốn mùa của đài truyền hình KBS, Hàn Quốc, được công chiếu lần đầu tiên vào mùa thu năm 2000. Đây là bộ phim có lượt xem rất lớn với rating trung bình là 38,6% và cao nhất là 46,1%. Làn sóng văn hóa Hàn Quốc (Hallyu) được lan rộng ra các quốc gia châu Á sau sự thành công của bộ phim.
Tại Việt Nam, bộ phim được phát sóng lần đầu tiên trên kênh VTV1 vào năm 2001.

## Nội dung
Bộ phim kể về một chuyện tình đẹp nhưng thấm đẫm nước mắt của hai anh em Yun Joon-suh (Song Seung-heon) và Yun Eun-suh (Song Hye-kyo). Phim bắt đầu khi Joon-suh còn là một cậu bé, vì háo hức muốn xem mặt em gái mới sinh của mình nên đã lẻn vào phòng hộ sinh, tình cờ đánh rơi bảng tên của em và bé gái bên cạnh. Sau đó y tá vào phòng, dẫn cậu bé ra ngoài và do không để ý đã nhặt và đeo nhầm, do vậy, em gái thật của Joon-suh đã bị tráo tên thành Shin-ae, còn bé gái kia trở thành Eun-suh và được cha mẹ Joon-suh nuôi dưỡng. Gia đình Joon-suh thuộc tầng lớp thượng lưu trong xã hội Hàn Quốc và họ sống cùng Eun-suh rất hạnh phúc. Trong khi đó Shin-ae phải sống thiếu thốn cùng với mẹ ruột Eun-suh và anh trai hư hỏng, lười biếng (trước đó, ông Choi - cha ruột Eun-suh đã mất vì bệnh máu trắng).
Joon-suh và Eun-suh rất yêu thương nhau. Họ thường cùng nhau đạp xe trên con đường đi học, cùng ngắm mưa, cùng chơi oẳn tù tì, vì Eun-suh đi xe đạp không giỏi nên thường được Joon-suh đèo phía sau. Tính tình Eun-suh hiền lành, ngoan ngoãn, luôn nói "cảm ơn vì bữa ăn ngon", thích chơi trò thú nhận. Tuy nhiên một vụ tai nạn giao thông đã làm thay đổi số phận của cô. Cả nhà bàng hoàng khi phát hiện nhóm máu của cô không giống với nhóm máu của cha mẹ. Sau khi điều tra, họ biết cô không phải con ruột, mà con ruột là Choi Shin-ae (Lee Ae-jung) - bạn cùng lớp nhưng luôn ganh ghét với Eun-suh. Mẹ Shin-ae được thông báo việc này, vì không muốn Shin-ae sống trong cảnh nghèo nên đã đuổi cô về với cha mẹ ruột. Shin-ae dọn đến nhà Eun-suh, cha mẹ Eun-suh muốn nuôi cả hai, nhưng Eun-suh thương mẹ ruột nên quyết về bên bà. Trước khi đi, Eun-suh khóc và hôn từng cái ly cô tự tay làm và vẽ tặng cho cả gia đình. Sau đó nhà Joon-suh sang Mỹ định cư mang theo Shin-ae, còn Eun-suh tiếp tục ở lại Hàn Quốc dù người mẹ luôn muốn cô đi cùng. Vì vậy, bà luôn đau khổ tự trách dẫn đến bệnh triền miên.
Lớn lên, Yun Joon-suh đính hôn với Shin Yoo-mi (Han Na-na) ở Mỹ, nhưng trong lòng vẫn nhung nhớ người em ở Hàn Quốc. Anh trở về và gặp Eun-suh, khi đó cô nghỉ học và làm nhân viên khách sạn, nơi bạn của Joon-suh là Han Tae-seok (Won Bin) làm giám đốc. Tae-seok là một cậu công tử giàu có nhưng rất cô đơn nên đã yêu Eun-suh từ lần gặp đầu tiên. Eun-suh nhìn thấy Joon Suh trên bãi biển mà hai người có rất nhiều kỷ niệm thời thơ ấu, hai anh em cứ thế nhận ra nhau rồi ôm thật chặt và rơi nước mắt. Khi đó, họ nảy sinh tình yêu, dù trước đây vẫn nghĩ là tình anh em. Cả hai vướng vào cuộc tình tay ba với Tae-seok và Yoo-mi, bên cạnh đó Choi Shin-ae (Han Chae-young) cũng về nước và tỏ ý không muốn Eun-suh gặp lại gia đình mình. Tuy nhiên, cha mẹ Joon-suh sau nhiều năm xa cách vẫn thương yêu và đối xử với Eun-suh như con ruột khiến Shin-ae tủi thân. Dù vậy, tình cảm của Joon-suh và Eun-suh không được cha mẹ ủng hộ, vì họ cho rằng đó là loạn luân và Joon-suh phải có trách nhiệm với Yu-mi.
Yoo-mi tự vẫn, Joon-suh thấy ân hận nên đã chia tay với Eun-suh. Eun-suh khi này đã được chẩn đoán mắc bệnh máu trắng do di truyền từ bố, Tae-seok biết chuyện nên đưa cô đi chữa trị. Ban đầu cô giấu mọi người và nhờ Shin-ae sang phụ mẹ mình buôn bán. Về sau Tae-seok không cầm lòng nói với mẹ Eun-suh về bệnh tình của cô. Bà tìm gặp cha mẹ Joon-suh kể hết cho họ, cả hai nhà vô cùng đau đớn, Joon-suh biết được sự tình thì vội đến bệnh viện tìm Eun-suh. Mặc dù hai người mẹ luôn túc trực chăm sóc, bệnh tình của cô vẫn vô phương cứu chữa. Cô quyết định xuất viện để sống hạnh phúc bên Joon-suh và người thân trong những ngày cuối đời.
Yoo-mi nhận ra tình yêu của Joon-suh đối với Eun-suh nên rút lui. Joon-suh dành nhiều thời gian bên Eun-suh, thường xuyên chăm sóc, kể chuyện, đưa cô đi dạo biển. Anh định tự vẫn sau khi Eun-suh mất, nhưng cô đã phát hiện và mắng anh một trận. Trong một lần Joon-suh cõng cô trên bãi biển, cô trút hơi thở cuối cùng. Trong đám tang của Eun-suh, Joon-suh nhờ Tae-seok rải tro lên biển, còn anh trở lại nơi in dấu kỉ niệm của hai người để nói lời từ biệt. Cuối phim, anh bị tai nạn ngay tại nơi Eun-suh đã từng bị tai nạn nhiều năm trước. Và lúc đó anh nghe thấy lời nói quen thuộc của Eun-suh "anh đã được tha thứ". Số phận của Joon-suh sau bộ phim không được xác định, nhưng nhiều ý kiến cho rằng Joon-suh chết theo Eun-suh.

## Diễn viên
- Song Seung-heon vai Yun Joon-suh
- Song Hye-kyo vai Yun/Choi Eun-suh
- Won Bin vai Han Tae-seok
- Han Na-na vai Shin Yoo-mi
- Moon Geun-young vai Yun Eun-suh (lúc nhỏ)
- Choi Woo-hyuk vai Yun Joon-suh (lúc nhỏ)
- Han Chae-yeong vai Choi/Yun Shin-ae
- Lee Ae-jung vai Choi/Yun Shin-ae (lúc nhỏ)
- Jung Dong-hwan vai Yun Kyo-su (Bố Joon-suh)
- Sunwoo Eun-sook vai Lee Kyung-ha (Mẹ Joon-suh)
- Kim Hae-sook vai Kim Soon-im (Mẹ Eun-suh)
- Kim Na-woon vai Giám sát

## Nhạc phim
13 ca khúc trong phim bao gồm những bài ballad chân thành của Jung Il-young "Lí do", "Nguyện cầu" và "Trong giấc mơ" cũng như "Lãng mạn" còn được gọi là "Cấm yêu" là một tác phẩm cổ điển được sử dụng cho nhạc phim này. Nó xuất phát từ một tác phẩm nổi tiếng của tác giả nổi tiếng "Tây Ban Nha lãng mạn".
1. Chính đề
2. Lí do – Jung Il-young
3. Lãng mạn – Choi Tae-won
4. Nguyện cầu – Jung Il-young
5. Nhớ – Park Jung-Won
6. Thật lòng – Yoon Chang-gun
7. Lí do (Inst)
8. Lí do (Piano) – Lee Hong-rae
9. Nước mắt – Lee Hong-rae
10. Thật lòng (Guitar) – Ham Choon-ho
11. Trong giấc mơ – Jung Il-young
12. Thật lòng (Piano) – Yoo Jung-young
13. Nguyện cầu (Piano)

Bài hát được phát trong những cảnh cảm xúc nhưng bị loại khỏi phim là "Tình yêu trở lại" của Kevin Kern.

## Phát sóng quốc tế
Bộ phim đã được phát sóng ở một số nước, bao gồm Singapore năm 2001, Indonesia vào năm 2002, Philippines năm 2003 và Sri Lanka và México năm 2007. Tại Philippines đã được phát sóng lại nhiều lần và đã đạt được mức đánh giá cao nhất của người xem là 39,7%. Vào năm 2003, xếp nó vào danh sách 10 bộ phim truyền hình được đánh giá cao nhất ở Châu Á.
Bộ phim cũng được phát sóng ở Mông Cổ, Malaysia, Nepal, Puerto Rico, Ai Cập, Peru, Thái Lan, Việt Nam (VTV1) và Hồng Kông. Bộ Văn hóa và Du lịch Hàn Quốc đã làm việc với KBS để xuất khẩu phim sang các thị trường như Ai Cập.

## Giải thưởng và đề cử
Giải thưởng nghệ thuật Baeksang lần thứ 37 - 2001
- Diễn viên xuất sắc TV – Won Bin
- Giải thưởng diễn viên nữ phổ biến – Song Hye-kyo

Giải thưởng điện ảnh KBS - 2000
- Giải thưởng nam diễn viên xuất sắc – Won Bin
- Diễn viên nữ phụ xuất sắc nhất – Kim Hae-sook
- Diễn viên nữ trẻ xuất sắc – Moon Geun-young
- Giải thưởng diễn viên nam phổ biến – Song Seung-heon
- Giải thưởng diễn viên nữ phổ biến – Song Hye-kyo
- Diễn viên nam ăn ảnh – Song Seung-heon
- Diễn viên nữ ăn ảnh – Song Hye-kyo
- Bộ phim truyền hình của người xem

## Phiên bản làm lại
- Phiên bản Indonesia tên Demi Cinta công chiếu năm 2005 với sự tham gia của Rionaldo Stockhorst và Leony Vitria Hartanti.
- Phiên bản Philippines tên Endless Love (Chân trời có em) công chiếu năm 2010 với sự tham gia của Dingdong Dantes, Marian Rivera & Dennis Trillo, phim chiếu trên kênh GMA Network, chiếu tại Việt Nam trên kênh SCTV phim tổng hợp.
- Phiên bản Thái Lan tên Tìm nhau giữa mùa thu công chiếu năm 2013 với sự tham gia của Jesdaporn Pholdee and Sushar Manaying, phim chiếu kênh CH8, chiếu tại Việt Nam trên kênh TodayTV.
- Phiên bản Thổ Nhĩ Kỳ tên Paramparça công chiếu năm 2014.
- Phiên bản phim điện ảnh Trung Quốc tên Lam sắc sinh tử luyến công chiếu năm 2019 với sự tham gia của Triệu Lộ Tư và Hứa Khải.